# Pákay Jolán
Pákay Jolán (Veszprém, 1938 –) okleveles építészmérnök (oklevelének száma: 1897/1961). 2011-ben a Budapesti Műszaki és Gazdaságtudományi Egyetem Szenátusa aranydiploma adományozásával ismerte el értékes mérnöki tevékenységét.

## Szakmai tevékenysége
A diploma megszerzése után a Győri Állami Építőipari Vállalathoz került, itt az építést előkészítő osztályon dolgozott. 1962 és 1964 között a Veszprém Megyei Idegenforgalmi Hivatalnál, majd a Veszprém Megyei Tanácsnál műemlék karbantartással, helyreállításokkal foglalkozott. 1965-től 1993-ig a Pest Megyei Tanács Építési Osztályán településrendezési, igazgatási ügyek, a megye városainak, falvainak építéssel kapcsolatos kérdéseinek támogatása és intézése volt feladata. A hivatali munka mellett családi- és hétvégi házakat tervezett, továbbá 25 éven keresztül volt igazságügyi szakértő. 1994 - 1998 között Szentendre város főépítésze volt.